# Wanda (1919)
Wanda – polski holownik portowy Marynarki Wojennej z okresu międzywojennego, jednostka bliźniacza holownika „Krakus”. Zbudowany w Finlandii w 1919 roku, został zakupiony przez Polskę z przeznaczeniem dla Marynarki Wojennej i wszedł do służby w 1920 roku. Zatopiony podczas II wojny światowej 1 września 1939 roku, następnie złomowany. Nazwę „Wanda” nosiły także inne statki.

## Historia
„Wanda” została zakupiona razem z holownikiem „Krakus” przez polską Marynarkę Wojenną w Finlandii, dokąd wiosną 1920 roku udała się delegacja polskiego Departamentu dla Spraw Morskich w celu poszukiwania okrętów dla nowo powstałej floty. Oprócz dwóch kanonierek, efektem wizyty stał się zakup dwóch nowych holowników portowych „Kylikki” i „Mielikki”, zbudowanych w 1919 roku w stoczni Crichton Vulkan w Åbo (Turku). Uprzednio Marynarka Wojenna posiadała jedynie dwa małe i starsze płaskodenne holowniki „Castor” i „Pollux”, nadające się tylko w ograniczonym zakresie do żeglugi przybrzeżnej. Dwa bliźniacze holowniki zakupiono 27 sierpnia 1920 roku od fińskiej firmy Nurminen w Åbo. Podniesienie bandery i nadanie nazwy miało miejsce 28 sierpnia 1920 roku w Åbo, przy tym „Mielikki” otrzymał imię legendarnej Wandy. Holownik nosił oryginalnie imię fińskiej bogini lasów Mielikki (w wielu polskich publikacjach nazwa jest błędnie zapisywana jako „Melikki”).

## Opis
„Wanda” była niewielkim holownikiem portowym żeglugi przybrzeżnej. Jej dane techniczne są jednak niepewne i w starszych publikacjach większość z nich była nieznana. Według nowszej literatury długość wynosiła 17,1 metra, a szerokość 4 metry, zanurzenie natomiast pozostaje nieznane. Starsze źródła podawały długość około 20 metrów. Nie jest jasne, czy podawana wielkość jednostki – 55 ton – dotyczy pojemności 55 BRT, podawanej typowo dla holowników cywilnych, czy wyporności, jak na ogół opisują ją publikacje poświęcone marynarce wojennej.
Napęd stanowiła maszyna parowa o mocy 120 KM, napędzająca pojedynczą śrubę napędową i pozwalająca na rozwijanie prędkości do 8 węzłów.

## Służba
Holowniki przybyły wkrótce po wcieleniu do służby do Polski i zostały przydzielone w październiku 1920 roku do Tymczasowej Przystani Marynarki Wojennej w Wolnym Mieście Gdańsku. W 1921 roku zostały przydzielone do portu w Pucku, podporządkowane Dowództwu Obrony Wybrzeża w Pucku. Elementem identyfikacyjnym „Wandy” były dwa paski na kominie („Krakus” miał jeden). Dzięki niewielkiemu zanurzeniu sprawdzały się na płytkich wodach Zatoki Puckiej i pomagały przy pogłębianiu wejścia do portu oraz przekopu Depka. W połowie 1922 roku oba holowniki przebazowano do Gdyni, gdzie rozpoczęto budowę portu wojennego. Podporządkowano je wówczas Dowództwu Floty i Stacji Nadbrzeżnej Gdynia. W 1936 roku „Wanda” podporządkowana została Dowództwu Obrony Wybrzeża Morskiego, nadal bazując w Gdyni.
W chwili wybuchu II wojny światowej holownik podporządkowany był Dowództwu Obrony Wybrzeża z siedzibą w Helu. 1 września 1939 roku „Wanda” została zatopiona z całą załogą przed godziną 14 w nalocie niemieckich bombowców nurkujących Junkers Ju 87 z dywizjonu IV/LG1 na port wojenny na Oksywiu. Po zdobyciu Oksywia, wrak został podniesiony i zezłomowany przez Niemców.